# Kær Halvø
Kær Halvø er en halvø på øen Als i Ulkebøl Sogn, Sønderborg Kommune, beliggende nord for Sønderborg ud til Als Sund mod vest og Augustenborg Fjord mod øst. Fra Kær Vig ved Als Sund strækker landsbyen Kær sig næsten tværs over halvøen; På den nordøstlige del ligger Sønderborg Lufthavn ud til Augustenborg Fjord.

## Kær
Kær er en såkaldt vejforteby, hvor de gamle gårde og huse ligger på begge sider af vejen. De mange mindestene i haverne fortæller om de voldsomme kampe den 29. Juni 1864.
Bybebyggelsen Kær er halvøens eneste landsby, og den ligger relativt højt i det ellers flade landskab i den sydlige del af området. Det er en ca. 2 km lang vejlandsby, der er bygget op om en by-gade. Landsbyen Kær kendes tilbage fra 1604, og oprindeligt var der kun bebyggelse nord for vejen. I dag er der også bebyggelse på sydsiden. Den østlige del af landsbyen, Ormstoft, har udviklet sig med flere smalle veje og lidt mere nybyggeri. Den lille bebyggelse Honninghul ligger som en lille enklave for sig selv et stykke nede i Kær Vig dalen i den vestlige ende af bygaden.

## Historie
Efter stormen på Dybbøl Banke den 18. april 1864, opstod der en stilstand i kampene og de danske styrker etablerede sig i feltbefæstede stillinger langs Als Sund. På området syd for Kær Vig blev der langs med Als Sund gravet stillinger for infanteri og artilleri og løbegrave.
Ved Arnkil satte preusserne den 29. juni 1864 over Als Sund, og indledte Slaget om Als på Kær Halvø. Det var det sidste store slag, Danmark har deltaget i på dansk jord. Særligt ved landsbyen Kær blev der kæmpet hårdt. Preusserne fortsatte videre mod syd og benyttede blandt andet Vestermarks løbegrave under fremrykningen. Sønderborg var nu uden forsvarsværker og kunne nu uden større modstand indtages.
Krigergrave og mindesten for de faldne i krigen i 1864 finder man over alt på den vestlige del af halvøen og i landsbyen Kær, hvor krigens sidste afgørende kampe fandt sted. De danske soldater, der faldt under Slaget om Als, blev begravet af lokalbefolkningen, efterhånden som de blev fundet på markerne. Derfor er der så mange grave på Kær Halvø i modsætning til Dybbøl, hvor der er få, store fællesgrave. Gravene er blevet passet af lokalbefolkningen siden 1864. Den største krigergrav med 64 faldne soldater ligger bag den tidligere herregård Rønhave. Særlig i 1930’erne blev der rejst mange mindesten på Arnkil for de faldne i 1864.

## Arnkilsøre og Arnkil Skov
Den nordligste del af halvøen kaldes Arnkilsøre, og snævrer ind og ender ved pynten Østerhage. Det ca. 30 ha store offentlig tilgængelige engområde Arnkilsøre blev fredet i 1924  og har været anvendt som militært øvelsesterræn og som fælles areal for lokale landmænd til høslet og græsning.
Arnkil Skov på 75 ha, der består af Arnkil Fredskov og Arnkil Folekobbel ligger på den nordøstlige del af Kær Halvø. Skoven har mange store ege og bøgetræer. En del af de store træer blev for nogle år siden skovet og det førte til at en hejrekoloni blev ødelagt. En del af skoven henligger nu som urørt skov. Skoven har et rigt fugleliv med blandt andet: munk, dompap, gransanger, bogfinke, musvit, blåmejse, jernspurv, gulspurv, spætmejse, træløber, gærdesmutte, rødhals, hvid vipstjert, ringdue, skovskade, stor flagspætte, fiskehejre, natugle, sangdrossel, krage, stær, skarv og musvåge. Langs med kysten kan man om vinteren se toppet skallesluger, hvinand, gravand og gråand
Der er offentlig adgang til hele området, som stadig benyttes til græsning. Løvfrøen yngler i dammene. Løvfrøerne kan kun leve, hvor der er lav vegatation, og deres overlevelse er derfor betinget af at området afgræsses.
I det sydvestlige del af overdrevsarealet er der indrettet en primitiv overnatningsplads med adgang til toilet. Fra parkeringspladsen er der en afmærket vandrerute på 4 km som går gennem skoven til Augustenborg Fjord, hvor den fortsætter mod øst til Arnkilsøre og parallelt med Als Sund tilbage til udgangspunktet.

## Rønhave
Rønhave er en tidligere herregård, som kan dateres tilbage til 1315. Gennem tiderne har både hertuger og konger ejet Rønhave. 1852 køber den danske stat Rønhave, der solgte den videre i 1855 til enkefrue Sophie Hedevig Berling. Hovedbygningen, som den står i dag, er genopbygget i 1865, efter den blev skudt i brand i krigen i 1864. Efter forskellige ejere køber den tyske domæneforvaltning i 1904 Rønhave. 1920 overgår den til den danske stat, som 1924 pagter den ud til domæneforpagter Lorenzen. 1930 besluttes det, at Rønhave skal reserveres til fremtidig forsøgsstation med ca. 60 ha. De resterende ca. 400 ha udstykkes til 27 husmandsbrug. 1950 overgår bygninger og jordareal som forsøgsgård til Landbrugsministeriet, som en filial under Blangstedgaard. 1967 bliver Rønhave en selvstændig statsforsøgsstation, med bl.a. korndyrkning og sædskifte som opgave. 2003 sælger staten Rønhave til Marianne og Hans Iversen og 2011 blev bygningerne ombygget til hotelpension.
Nordvest for Kær lå den tidligere Statshusmandskoloni Rønhave. Ved Genforeningen i 1920 overtog den danske stat Rønhave, og 1925 blev 27 husmandsbrug udstykket fra gården. De fleste af husmandsstederne er bevaret, men benyttes i nutiden som privatboliger. 1925 blev de fra 5 til 6 ha store brug fordelt ved lodtrækning. Ansøgerne var landarbejdere og håndværkere. For at supplere den daglige økonomi havde de fleste husmændene et ekstra arbejde ved siden af. I forbindelse med den stigende industrialisering i 1960’erne begyndte afviklingen. I 1980’erne var 12 af brugene pensionist- eller fritidsbrug. Enkelte af de tidligere husmandssteder er bevaret i den oprindelige stand. I nutiden er det meste af jorden købt af større gårde.

## Folehave og Hestehave
Folehave nord for Kær var oprindeligt en markvej. Den blev anlagt som en rigtig vej, da husmandsstederne blev bygget i 1925. Blev i mange år kaldt “Persillegade”, da mange af husmændene avlede grøntsager. Den er også blevet kaldt “Strandvejen”, fordi det var den vej, husmændene gik for at komme til stranden.
Navnet ”Folehave” kommer af navnet på marken, som lå her og tilhørte Rønhave. I 1925-26 blev der bygget ni husmandssteder ved vejen. Alle blev på ca. 5,5 ha. I nutiden er der kun en gård tilbage som har dag har de fleste solgt deres jord. Folehave 6 er den eneste i drift og har købt jord fra syv andre husmandsbrug.
For enden af Folehave går der en sti ned til vandet, hvor der er broer, som benyttes af fritidsfiskere.
Hestehave er en lille landsby på Kær Halvø, nord for Sønderborg på Als. Tidligere var Hestehave en del af Statshusmandskoloni Rønhave. I nutiden er husmandsstederne nedlagt og bruges overvejende til privat beboelse.
Foruden et mindre antal gårde er der en 20 ha stor frugtplantage.

## Ulkebøl Nørremark
Nørremark på østsiden af halvøen er præget af en række større gårde langs vejen Nørremark. Her er tale om udflyttergårde fra Ulkebøl. I dag er sammenhængen Kær-Ulkebøl brudt af Omfartsvejen A8 og byudviklingen af Sønderborg

## Kær Vestermark
1959 begyndte forhandlingerne mellem Forsvaret og Sønderborg Kommune om kommunens overtagelse af det militære øvelsområde ved den nuværende Idrætshøjskole. Forhandlingerne endte med at Kær Vestermark blev Sønderborg Kasernes øvelsesplads fra 1963 til 2014. 2014 lukker Sønderborg Kaserne og dermed øvelsesområdet Kær Vestermark
Kær Vestermark med et areal på 140 ha, består af overdrev, mose. søer og skov, der gennemskæres af levende hegn. Området har siden 1963 været eng med i vedvarende græs til høslæt og har ikke været gødet siden 2002. Der er et egnstypisk kystnært overdrevsområde med mange læhegn. Vestermark er det største sammenhængende overdrevsområde i Sønderborg Kommune. Indtil 2014 var Kær Vestermark militært område. Hele området er i dag offentligt tilgængeligt
Græsarealerne gennemskæres af brede øst vest gående levende hegn, der fungerer som spredningskorridorer for insekter, fugle og pattedyr. Spredt over engarealerne ligger der en række mindre vandhuller, som stort set er omsluttet af krat.
Vestermark afsluttes mod vest af en 3,5 meter høj bevokset klint mod Als Sund. Mod nord danner den kunstig opstemmede Kær Vig Vestermarks nordlige grænse. Kær Vig er en sø med tæt rørskov hele vejen rundt. Her er ingen faciliteter eller udsigtstårne, men blot en naturplet under kraftig tilgroning. Vandstanden er noget højere end ude i sundet.
Området bruges i dag til blandt andet; civilskydning, hundetræning, ladywalk (motionsevent for sygdomsramte kvinder), hundeluftning, vandreture og cykling. I juli 2017 afholdtes den internationale spejderlejr her.

## Galleri
- Dæmningen mellem Als Sund Kær Vig
- Kær Vig, Vestermark
- Den tidligere Skovhuse Skole
- Naturområdet Arnkilsøre på den nordligste del af Kær Halvø

## Eksterne kilder og henvisninger
- www.kaerhalvo
- Krigsgrave Arkiveret 3. februar 2015 hos  Wayback Machine